# Groupe hospitalo-universitaire de l'AP-HP
Pour les articles homonymes, voir GHU.
Les Groupes hospitalo-universitaires de l'AP-HP (GHU) (anciennement Groupements hospitaliers universitaires) sont des regroupements d'établissements hospitalo-universitaires de l'Assistance publique - Hôpitaux de Paris (AP-HP), mis en place par la direction en 2003 dans le cadre de la « nouvelle gouvernance ».

## Composition des GHU

### GHU Nord Université Paris-Cité
- Hôpital Louis-Mourier - 92700 Colombes
- Hôpital Beaujon - 92110 Clichy
- Hôpital Bichat-Claude-Bernard - 75018 Paris
- Hôpital Bretonneau - 75018 Paris
- Hôpital Lariboisière - 75010 Paris
- Hôpital Fernand-Widal - 75010 Paris
- Hôpital Saint-Louis - 75010 Paris
- Hôpital Robert-Debré - 75019 Paris

### GHU Hôpitaux universitaires Paris Seine-Saint-Denis
- Hôpital Avicenne - 93000 Bobigny
- Hôpital René-Muret-Bigottini - 93270 Sevran
- Hôpital Jean-Verdier - 93140 Bondy

### GHU Sorbonne Université
- Hôpital Tenon - 75020 Paris
- Hôpital Armand-Trousseau - 75012 Paris
- Hôpital Rothschild - 75012 Paris
- Hôpital Saint-Antoine - 75012 Paris
- Hôpital de la Salpêtrière (GH de la Pitié-Salpêtrière - Charles-Foix) - 75013 Paris
- Hôpital Charles-Foix (GH de la Pitié-Salpêtrière - Charles-Foix) - 94200 Ivry-sur-Seine
- Hôpital de La Roche-Guyon - 95780 La Roche-Guyon

### GHU Hôpitaux universitaires Henri-Mondor
- Centre hospitalier universitaire Henri-Mondor - 94000 Créteil
- Hôpital Albert-Chenevier - 94000 Créteil
- Hôpital Émile-Roux- 94450 Limeil-Brévannes
- Hôpital Dupuytren - 91210 Draveil
- Hôpital Georges-Clemenceau - 91750 Champcueil

### GHU Centre Université Paris-Cité
- Hôtel-Dieu de Paris - 75004 Paris
- Hôpital de la Collégiale - 75005 Paris
- Hôpital Broca - 75013 Paris
- Hôpital Cochin - 75014 Paris
- Hôpital Necker-Enfants malades - 75015 Paris
- Hôpital Vaugirard - Gabriel-Pallez - 75015 Paris
- Hôpital européen Georges-Pompidou (HEGP) - 75015 Paris
- Hôpital Corentin-Celton - 92130 Issy-les-Moulineaux

### GHU Université Paris-Saclay
- Hôpital Sainte-Périne - Rossini - Chardon-Lagache - 75016 Paris
- Hôpital Ambroise-Paré- 92100 Boulogne-Billancourt
- Hôpital Raymond-Poincaré - 92380 Garches
- Hôpital Antoine-Béclère - 92140 Clamart
- Hôpital Bicêtre - 94270 Le Kremlin-Bicêtre
- Hôpital Paul-Brousse- 94800 Villejuif
- Hôpital maritime de Berck - 62608 Berck

## Hôpitaux non rattachés à un GHU
- Hôpital Villemin-Paul-Doumer - 60140 Liancourt
- Hôpital Adélaïde-Hautval (anciennement hôpital Charles-Richet) - 95400 Villiers-le-Bel
- Hôpital marin d'Hendaye - 64704 Hendaye
- Hôpital San Salvadour - 83407 Hyères

## Anciens hôpitaux
- Hôpital Broussais (transféré à l'hôpital européen Georges-Pompidou) - 75014 Paris
- Hôpital Saint-Vincent-de-Paul - 75014 Paris
- Hôpital La Rochefoucauld - 75014 Paris

### Sources et bibliographie
- « Tout en préservant son unité, l’AP-HP se transforme pour répondre aux défis de l’avenir », sur aphp.fr, AP-HP, 17 septembre 2018 (consulté le 18 mars 2022)
- « Nouvelle AP-HP : l’AP-HP poursuit la mise en place de sa nouvelle organisation », sur aphp.fr, AP-HP, 4 avril 2019 (consulté le 18 mars 2022)
- « Étapes importantes dans la concrétisation de la "Nouvelle AP-HP" », sur aphp.fr, AP-HP, 8 juillet 2019 (consulté le 18 mars 2022)